# Relaciones Japón-Unión Europea
Las relaciones entre la Unión Europea (UE) y Japón se remontan a 1959. Tienen una fuerte relación comercial, particularmente en los flujos de inversión. Japón es uno de los tres países de Asia Oriental, los otros dos son Corea del Sur y Taiwán, cuya historia, cultura, derechos humanos y política han estado estrechamente vinculados con Occidente.
El 1 de febrero de 2019, entró en vigor el Acuerdo de Asociación Económica Unión Europea-Japón (EPA), la mayor área económica abierta del mundo que cubre un tercio de la economía mundial.

## Historia
En 1959, el embajador de Japón en Bélgica fue acreditado como el primer Representante de Japón ante las Comunidades Europeas (lo que luego se convertiría en la UE en 1993). Sin embargo, el establecimiento de una delegación europea en Tokio tomaría hasta 1974. En 1984 se llevó a cabo la primera reunión ministerial entre las dos partes (la primera cumbre sería en 1991).
Aunque los lazos culturales y no económicos con Europa Occidental crecieron significativamente durante la década de 1980, el nexo económico siguió siendo, con mucho, el elemento más importante de las relaciones entre Japón y Europa Occidental a lo largo de la década. Los acontecimientos en las relaciones de Europa Occidental, así como los asuntos políticos, económicos o incluso militares, fueron temas de interés para la mayoría de los comentaristas japoneses debido a las implicaciones inmediatas para Japón. Los principales problemas se centraron en el efecto de la próxima unificación económica de Europa Occidental sobre el comercio, la inversión y otras oportunidades de Japón en Europa. Algunos líderes de Europa Occidental estaban ansiosos por restringir el acceso japonés a la Unión Europea recientemente integrada (hasta noviembre de 1993, la Comunidad Económica Europea), pero otros parecían abiertos al comercio y la inversión japoneses. En 1987, el gobierno japonés (METI) y la Comisión Europea (Dirección General de Empresas e Industrias) establecieron el Centro de Cooperación Industrial UE-Japón , una organización sin fines de lucro destinada a mejorar todas las formas de cooperación industrial, comercial y de inversiones entre Japón. y la UE. El 18 de julio de 1991, después de varios meses de difíciles negociaciones, el Primer Ministro japonés Toshiki Kaifu firmó una declaración conjunta con el primer ministro holandés y jefe del Consejo de Europa, Ruud Lubbers, y con el presidente de la Comisión Europea, Jacques Delors, prometiendo consultas más estrechas entre Japón y la Comunidad Europea sobre relaciones exteriores, cooperación científica y tecnológica, asistencia a países en desarrollo, y los esfuerzos para reducir los conflictos comerciales. Los funcionarios del Ministerio de Asuntos Exteriores de Japón confiaban en que este acuerdo ayudaría a ampliar los vínculos políticos entre Japón y la Comunidad Europea y los elevaría por encima de los estrechos límites de las disputas comerciales.

## Relaciones políticas y acuerdos.
La UE y Japón comparten valores de democracia, derechos humanos y economía de mercado. Ambos son actores globales y cooperan en foros internacionales. También cooperan en las regiones de los demás: Japón contribuye a la reconstrucción de los Balcanes occidentales y la UE apoya los esfuerzos internacionales para mantener la paz en Corea y el resto de Asia.
La relación entre la UE y Japón se basa en dos documentos: la Declaración conjunta de 1991 y el Plan de acción para la cooperación entre la UE y Japón de 2001. También existe una variedad de foros entre los dos, que incluyen una cumbre anual de líderes y un cuerpo interparlamentario.
El 8 de diciembre de 2017, Japón y la Unión Europea finalizaron un Acuerdo de Asociación Económica luego de que se alcanzó un acuerdo de principio en julio de 2017.
El Acuerdo de Asociación Económica UE-Japón se firmó oficialmente el 17 de julio de 2018, convirtiéndose en el mayor acuerdo de libre comercio bilateral del mundo , creando una zona comercial abierta que cubre casi un tercio del PIB mundial.

## Comercio
Japón y la UE son miembros del Acuerdo de Asociación Económica Unión Europea-Japón (EPA), la mayor área económica abierta del mundo, [9] que cubre un tercio de la economía mundial desde el 1 de febrero de 2019. Japón es el sexto más grande de la UE Mercado de exportación (3,3% en 2018 con un valor de € 64,75 mil millones). Las exportaciones de la UE son principalmente de maquinaria y equipo de transporte (31,3%), productos químicos (14,1%) y productos agrícolas (11,0%). A pesar del crecimiento global de las exportaciones de la UE, desde 2006 las exportaciones de la UE a Japón han disminuido ligeramente. En 2009, debido a la crisis financiera mundial, las exportaciones experimentaron una caída del 14,7%; sin embargo, en 2010 se recuperaron de nuevo en un 21,3%. Japón también es la sexta fuente de importaciones a la UE (3,6% en 2018 con un valor de € 70,47 mil millones). Las exportaciones japonesas a Europa son principalmente maquinaria y equipo de transporte (66,7%). La UE es el tercer socio comercial de Japón (11.1% de las importaciones, 13.3% de las exportaciones).
La tendencia en el comercio de bienes desde los años 2000 se ha caracterizado por una reducción significativa en el déficit comercial de la UE-27 con Japón debido a una marcada caída en la participación de este último en el total de las importaciones de la UE de 9.3% en 2000 a 3.6% en 2012.
En 2013, los fabricantes de automóviles de la UE exportaron 245,363 vehículos, por un valor de € 6,4 mil millones. Por otro lado, 365,897 vehículos de € 5,7 mil millones fueron importados de Japón. 
Entre 2009 y 2011, el comercio de servicios comerciales entre los dos socios aumentó, con la UE manteniendo un superávit estable y la participación de Japón en las importaciones totales de la UE también se mantuvo estable en poco más del 3%.